# Luigi Fergola
Pour les articles homonymes, voir Fergola.
Luigi Fergola, né le 11 février 1768 à Naples et mort le 5 janvier 1835 dans la même ville, est un dessin, peintre et graveur italien, officier de première classe du Bureau topographique royal du royaume des Deux-Siciles.

## Biographie
Luigi Fergola naît le 11 février 1768 à Naples.
Fondateur d'une famille d'artistes actifs pendant la majeure partie du XIXe siècle, il a neuf enfants avec sa première épouse Teresa Conti de Rome et le dixième avec sa seconde épouse Francesca Aquilar.
Parmi ses fils, figure Salvatore Fergola, un peintre védutiste bien connu et aimé de la cour des Bourbons à Naples, et Filippo Fergola, calligraphe au Bureau topographique de Naples.
Peintre hackertien, il travaille comme graveur au Bureau topographique de Naples, alors engagé dans la construction de l'Atlas géographique du royaume de Naples sous la direction de Giovanni Antonio Rizzi Zannoni.
Représentant de l'École du Pausilippe, il est l'auteur de nombreuses œuvres paysagères sur la ville de Naples et ses environs.